# Sungai Bunus
Der Sungai Bunus (malaiisch Sungai = Fluss) ist ein Fluss in Kuala Lumpur, der Hauptstadt von Malaysia. Er gilt als einziger Fluss, der innerhalb der Stadtgrenzen von Kuala Lumpur beginnt und endet.
Die Länge des Flusses beträgt etwa 9 km. Er entspringt im nordöstlich gelegenen Setapak, fließt durch die Stadtteile Wangsa Maju, Setiawangsa und Kampung Baru, erreicht die Innenstadt in der Nähe der Masjid Jamek (Jamek-Moschee) und mündet schließlich in den größeren Sungai Klang. Auf seinem Weg passiert er auch städtebauliche Wahrzeichen wie die Nationalbücherei oder die Nationale Kunstgalerie. Früher diente der Sungai Bunus als wichtige Verkehrsader für die Anwohner. Heute wird der Fluss in die Verschmutzungsklasse IV eingeordnet, was bedeutet, dass Hautkontakt zu vermeiden ist. Zusätzlich leidet er unter hydrologischen Problemen und dem Klimawandel.